# چنگدو جی-۷
چنگدو جی-۷ (به چینی: 歼-۷)، با نام صادراتی اف-۷; نام‌گذاری در ناتو: Fishcan یک هواپیمای جنگنده ساخت جمهوری خلق چین است. این هواپیما یک نسخه تولید تحت امتیاز از جنگنده میگ-۲۱ ساخت شوروی بوده و بنابراین شباهت‌های زیادی به آن دارد.
این هواپیما مجهز به موشک‌های هوا به هوا با برد کوتاه و فروسرخ است و عمدتاً برای نبردهای هوا به هوای برد کوتاه طراحی شده است. از این هواپیما برای پشتیبانی نزدیک هوایی نیز استفاده می‌شود.
در ۳۰ مارس ۱۹۶۲، توافقنامه انتقال فناوری میگ-۲۱ بین اتحاد جماهیر شوروی و جمهوری خلق چین امضا شد. در حالی که کیت‌ها، اجزاء مختلف، هواپیماهای تکمیل‌شده و اسناد مربوط به آن به کارخانه هواپیماسازی شن یانگ تحویل داده شد، ولی مستندات طراحی ناقص بود و مهندسین چینی تلاش‌هایی برای مهندسی معکوس هواپیما انجام دادند. اگرچه که این دو هواپیما تا حد زیادی شبیه به هم هستند، ولی دارای تفاوت‌هایی در سیستم‌های هیدرولیک و مخازن سوخت داخلی می‌باشند. در ماه مارس ۱۹۶۴ تولید داخلی جی-۷ در کارخانه هواپیماسازی شن یانگ آغاز شد، اما به دلیل عوامل مختلف از جمله
انقلاب فرهنگی چین، تولید انبوه تنها در دهه ۱۹۸۰ به واقعیت پیوست.
مدل‌های متعددی از جی-۷ توسعه یافتند که دارای پیشرفت‌هایی در زمینه‌هایی مانند تسلیحات، الکترونیک هوانوردی (اویونیک) و طراحی بال بودند.
این هواپیما عمدتاً در خدمت نیروی هوایی ارتش آزادی‌بخش خلق (PLAAF) بود، اما نیروهای هوایی متعددی، نیز جی-۷ را خریداری نمودند. خارج از چین، بزرگ‌ترین کاربر جی-۷ نیروی هوایی پاکستان است. نسل بعدی هواپیماهای چینی، مانند رهگیر شن‌یانگ جی-۸، با درس‌هایی که از برنامه جی-۷ آموخته شد، توسعه یافتند. چندین کشور، از جمله زیمبابوه، تانزانیا، و سریلانکا، این نوع را در نقش‌های تهاجمی به کار گرفتند.
در سال ۲۰۱۳، پس از تحویل ۱۶ فروند اف-۷ بی.جی. آی به نیروی هوایی بنگلادش، تولید جی-۷ متوقف شد. هواپیماهای جدیدتر مانند جنگنده چندمنظوره جی‌اف-۱۷ تاندر توانسته‌اند در بازار صادراتی جانشین آن باشند. امروزه، تعداد زیادی از جی-۷ با مشتریان متعدد صادراتی در خدمت هستند. PLAAF قصد داشت تا سال ۲۰۲۳، این جنگنده‌ها را بازنشسته نماید.
در سالهای پس از جنگ هشت ساله ایران و عراق، نیروی هوایی ایران تعدادی از این جنگنده را به خدمت گرفت تا جایگزین بخشی از جنگنده‌های از دست رفته خود نماید.

## طراحی و توسعه

### پیشینه
در دهه ۱۹۵۰ و سالهای اولیه ۱۹۶۰، اتحاد جماهیر شوروی بخش بزرگی از فناوری تسلیحاتی متعارف خود را با همسایه خود، جمهوری خلق چین به اشتراک گذاشت. یکی از این نمونه‌ها میگ-۱۹ است که از اوایل ۱۹۵۸ توسط چین با نام شن‌یانگ جی-۶ تولید شد.
در طول همان دهه، میگ-۲۱ توانمندتر توسط شوروی ساخته شد. این جنگنده، ارزان اما سریع، با استراتژی تشکیل گروه‌های بزرگ از «جنگنده‌های مردمی» برای غلبه بر مزیت‌های فن‌آوری هواپیماهای غربی مناسب بود. با این حال، شکاف چینی-شوروی به‌طور ناگهانی به تلاش‌های اولیه همکاری پایان داد.
از ۲۸ جولای تا ۱ سپتامبر ۱۹۶۰، اتحاد جماهیر شوروی مستشاران خود را از چین خارج کرد، که در نتیجه پروژه جی-۷ در چین متوقف شد.
در فوریه ۱۹۶۲، نیکیتا خروشچف، نخست‌وزیر شوروی، به‌طور غیرمنتظره ای به مائو تسه‌تونگ نامه ای نوشت و به او اطلاع داد که اتحاد جماهیر شوروی مایل است فناوری میگ-۲۱ را به چین منتقل نماید، و از چینی‌ها خواست که فوراً نمایندگان خود را برای گفتگو در مورد ترتیبات این امر به شوروی بفرستند. چینی‌ها این پیشنهاد را یک حرکت شوروی برای برقراری صلح می‌دانستند، در حالی که مشکوک بودند، اما با این وجود مشتاق بودند که پیشنهاد اتحاد جماهیر شوروی برای قرارداد هواپیما را بپذیرند. هیئتی به ریاست ژنرال لیو یالو، فرمانده کل نیروی هوایی ارتش آزادی‌بخش خلق (PLAAF) که خود فارغ‌التحصیل آکادمی نظامی شوروی بود، بلافاصله به مسکو اعزام شد. به هیئت چینی سه روز فرصت داده شد تا از تأسیسات تولید میگ-۲۱ که قبلاً برای خارجی‌ها ممنوع بود، بازدید نمایند. مجوز این بازدید توسط شخص نیکیتا خروشچف اعطا شده بود و در ۳۰ مارس ۱۹۶۲، قرارداد انتقال فناوری امضا شد.

### پایه‌گذاری خط تولید
با این حال، با توجه به وضعیت روابط سیاسی بین دو کشور، چینی‌ها نسبت به دستیابی به این فناوری چندان خوش‌بین نبودند و ظاهراً مقدماتی برای مهندس معکوس این هواپیما را فراهم نمودند.منابع روسی اظهارمی دارند که چندین فروند میگ-۲۱ به صورت توسط خلبانان شوروی به چین فرستاده شد و تعدادی میگ-۲۱ اف به صورت کیت نیز همراه با قطعات و مدارک فنی ارسال شد. همان‌طور که چینی‌ها انتظار داشتند، پس از تحویل کیت‌ها، قطعات و اسناد به کارخانه هواپیماسازی شن یانگ پنج ماه پس از امضای قرارداد، مشخص شد که برخی از اسناد فنی ارائه شده توسط شوروی ناقص بوده و بخشی از آنها قابل استفاده نیستند.
چینی‌ها در صدد برآمدند، تا مهندسی این هواپیما برای تولید محلی انجام دهند. با انجام این کار، آنها با موفقیت ۲۴۹ مسئله اصلی را حل نموده و هشت سند فنی اصلی را که توسط اتحاد جماهیر شوروی ارائه نشده بود، بازتولید نمودند. یکی از ایرادات عمده مربوط به سیستم‌های هیدرولیک بود که تا ۷۰ درصد از هواپیماهای اسکادران را تا زمانی که به روز رسانی انجام شد، زمین گیر می‌نمود. تغییر عمده دیگر در ذخیره‌سازی سوخت بود که باعث افزایش پایداری هواپیما شد. میگ-۲۱ بیشتر سوخت خود را در بدنه جلو حمل می‌کند و باعث می‌شود که مرکز ثقل پس از حدود ۴۵ دقیقه کارکرد ناپایدار شده و تغییر نماید. در جی-۷ به منظور حفظ مرکز ثقل پایدارتر، و در نتیجه پایداری استاتیک طولی بهتر، مخازن سوخت داخلی مجدداً طراحی شده ومخزن سوخت بیرونی بزرگتر شد. اتاقک خلبان نیز برای جایگزینی صندلی‌پران ساخت شوروی که غیرقابل قبول تلقی می‌شد، اصلاح گردید. کاناپی بازشو به جلو با یک کاناپی استاندارد لولایی عقب جایگزین شد که قبل از پرتاب خلبان به بیرون پرتاب می‌شد. مهندسی مجدد تا حد زیادی موفقیت‌آمیز بود، جی-۷ ساخت چین فقط تفاوت‌های جزئی در طراحی و عملکرد با میگ-۲۱ اصلی نشان داد.
در ماه مارس ۱۹۶۴ تولید داخلی جی-۷ در کارخانه هواپیماسازی شن یانگ آغاز شد. با این حال، یک مشکل غیرمنتظره اجتماعی و اقتصادی انقلاب فرهنگی چین، مانع بزرگی در به ثمر رسیدن تلاش‌های انجام شده برای تولید انبوه گردید. روند پیشرفت به شدت کند شده و کیفیت محصولات اولیه ضعیف گردید.
در نتیجه، تولید در مقیاس کامل جی-۷ تنها در دهه ۱۹۸۰ محقق شد، در آن زمان قدیمی بودن طراحی اولیه هواپیما، نمایان بود. در دهه۱۹۸۰، تولید اتبوه جنگنده اف-۱۶ فایتینگ فالکن در ایالات متحده به خوبی در حال انجام بود؛ این جنگنده غربی تک موتوره نسبتاً مقرون به صرفه بسیار چابکتر از جی-۷ بود. حتی در شرایطی که نواتایی حمل تسلیحات و محموله‌های بیشتری را داشت.

### توسعه بیشتر
در سال۱۹۸۷، J-7 E با داشتن بال بسیار بهبود یافته، در کنار پیشرفت‌های دیگر، عرضه شد، تقریباً ۴۵ درصد قابلیت مانور بیشتری داشت و عملکرد برخاست و فرود آن افزایش قابل توجهی یافت. این هواپیما همچنین به یک سیستم دید روی کلاه خلبان (HMS) مجهز بود و همچنین اولین نوع میگ-۲۱ بود که به HOTAS و نمایشگر چند منظوره مجهز گردید. بسیاری از قطعات الکترونیکی بریتانیایی بودند، مانند دوربین دید توپ هواپیما و نمایشگر چند منظوره. این هواپیما قادر به استفاده از موشک‌های پی. ال-۸/پایتون ۳ با دید روی کلاه خلبان یا کنترل آتش رادار است، اما این دو به هم مرتبط نبوده و خلبان می‌توانست تنها از یکی از آنها استفاده نماید.
در اواسط دهه ۱۹۸۰، پاکستان هواپیمای با قابلیت‌های راداری بیشتری را درخواست نمود. هر دو رادار استاندارد و رادار مارکونی بریتانیا مشکلاتی با بهم ریختگی در اثر پژواک‌های ناخواسته زمین را داشتند، اما چین در آن زمان هیچ تجربه ای از رادار هوا به زمین نداشت. در سال ۱۹۸۴ مساعدت‌های پاکستان با دراختیار دادن خلبان‌های اف-۱۶ که در آمریکا برای عملیات رادارهای حمله زمینی آموزش دیده بودتد، چینی‌ها را قادر ساخت تا J-7M را توسعه دهند. در اواخر دهه ۱۹۸۰، در مدل‌های J-7MP و J-7PG با به‌کارگیری رادار ایتالیایی گریفو-۷ ساخت FIAR، ارتقاء قابل توجهی را در سیستم رادار ارائه شد، برد مؤثر رادار بیش از سه برابر گردید و همچنین حداکثر زاویه، برای تشخیص هدف به شدت افزایش یافت.
جی-۷ تنها در اواسط دهه ۱۹۸۰ به توانایی‌های طراحی شده توسط شوروی دست یافت. از آنجایی که نسبتاً مقرون به صرفه بود، به‌طور گسترده‌ای به عنوان F-7 صادر شد، غالباً با سیستم‌های غربی، مشابه با مدل‌های تولید شده برای پاکستان. بیش از ۲۰ نوع صادراتی مختلف از جی-۷ وجود دارد که برخی از آنها برای استفاده از تسلیحات اروپایی مانند موشک‌های فرانسوی آر۵۵۰ مجیک مجهز شده‌اند. سریال Wings Over The Red Star از کانال دیسکاوری ادعا می‌کند که چینی‌ها چندین میگ-۲۱ شوروی را در مسیر ویتنام شمالی (در طول جنگ ویتنام) رهگیری کردند، اما این هواپیماها مطابق با مشخصات اولیه خود عمل نکردند، که نشان می‌دهد چینی‌ها در واقع هواپیماهای دارای رتبه پایین را که برای صادرات در نظر گرفته شده بودند، رهگیری کردند، نه هواپیماهای تولیدی با توانایی کامل. به همین دلیل، چینی‌ها مجبور شدند برای دستیابی به قابلیت‌های اولیه خود، هواپیماهای رهگیری شده میگ-۲۱ را مهندسی مجدد کنند. چین بعداً شن‌یانگ جی-۸ را هم بر اساس تجارب و تخصص‌های به دست آمده از این برنامه و هم با استفاده از اطلاعات فنی ناقص بدست آمده از هواپیمای میگ ئی-۱۵۲ شوروی توسعه داد.

## کاربران

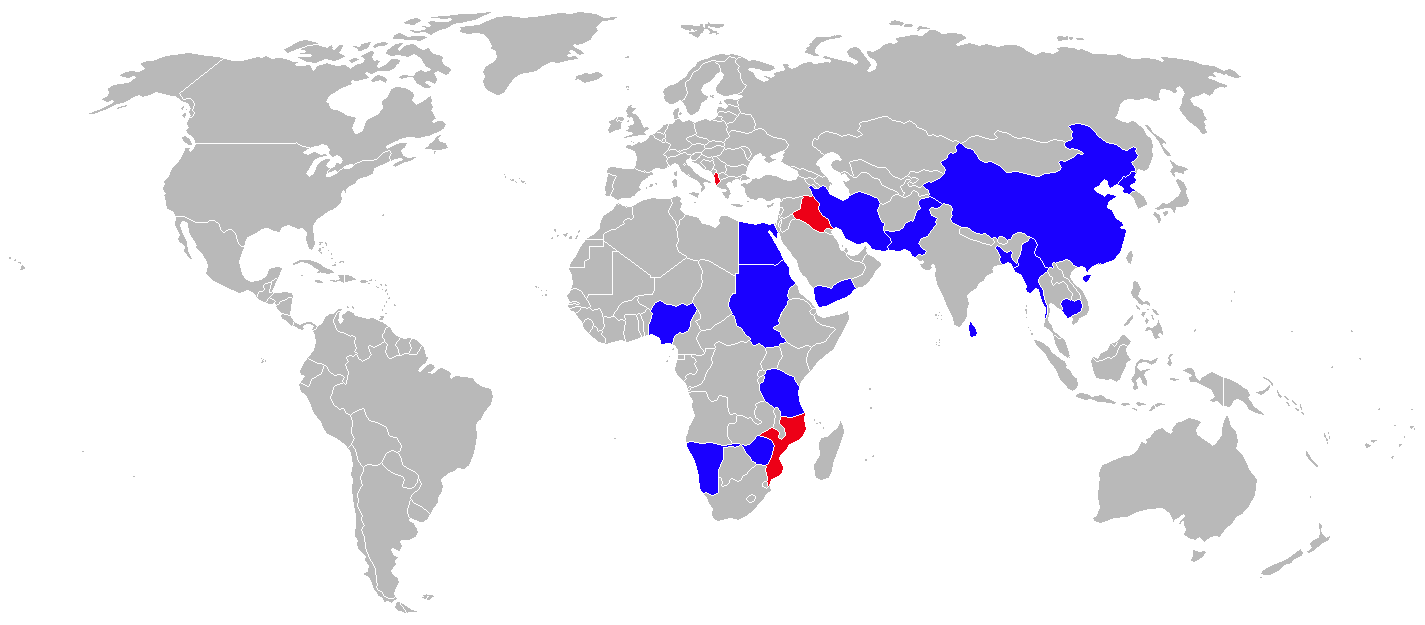
کاربران چنگدو جی-۷ در سال ۲۰۱۰ (کاربران قبلی به رنگ قرمز)

### کاربران فعلی
بنگلادش

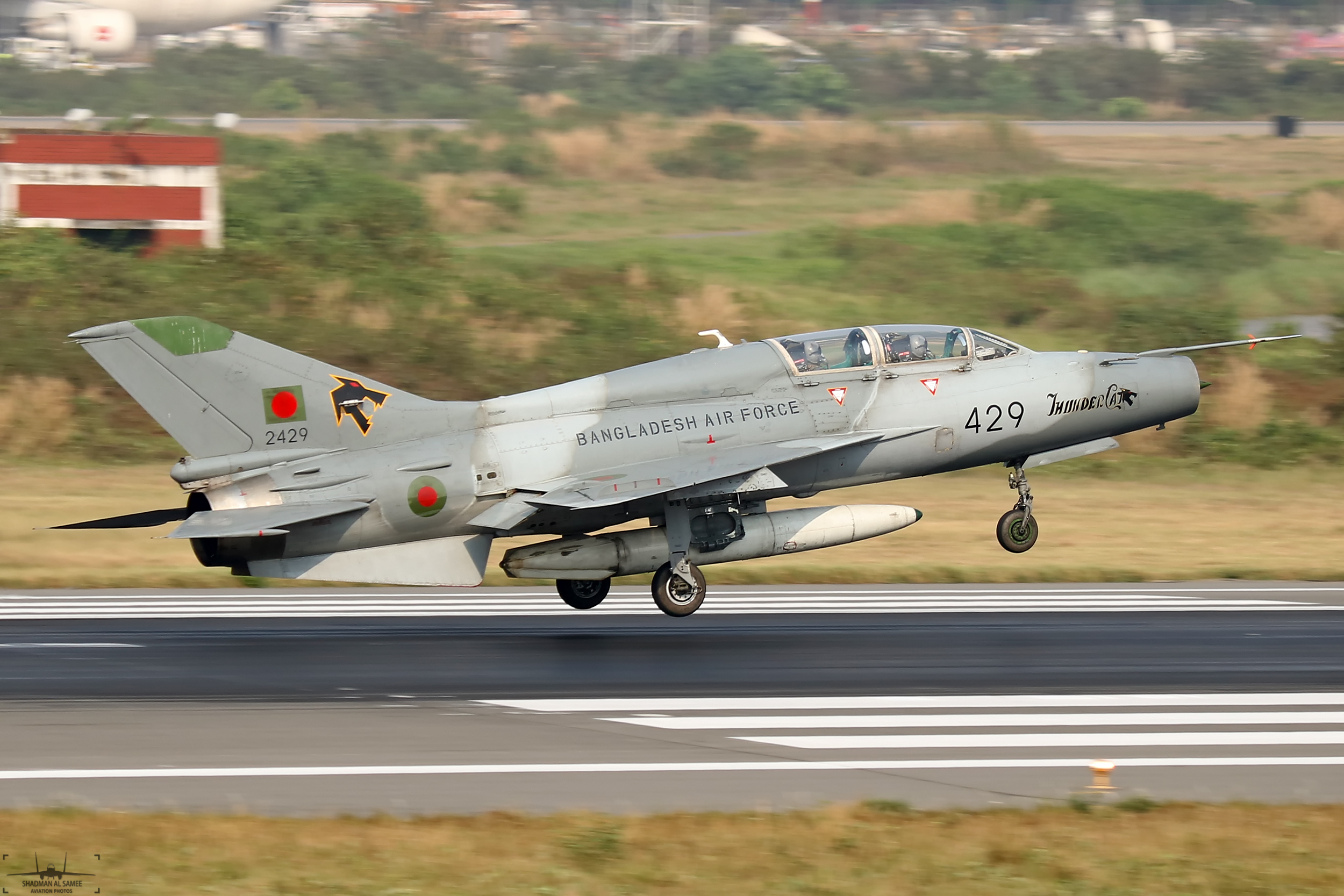
یک فروند FT-7B از ناوگان نیروی هوایی بنگلادش در حال برخاست

- نیروی هوایی بنگلادش: ۲۰ فروند در طی سالهای ۱۹۸۹ تا ۱۹۹۰، ۲۰ فروند دیگر را بین سالهای ۱۹۹۹ تا ۲۰۰۶ و ۱۶ فروند مدل F-7 BGI را در بین سالهای ۲۰۱۲ الی ۲۰۱۳ تحویل گرفت.[۱۴] در سال۲۰۲۳ دارای ۳۶ فروند جنگنده F-7 و ۱۱ فروند از نوع آموزشی FT-7 بود[۱۵]

 چین
- نیروی هوایی ارتش آزادی‌بخش خلق چین: در فوریه ۲۰۱۲، دارای ۲۹۰ فروند جنگنده جی-۷، به همراه ۴۰ فروند از نوع آموزشی آن بود.[۱۶] ۳۸۷ فروند جی-۷ و ۳۵ فروند جی. جی-۷ (نوع آموزشی) رادر سال ۲۰۲۳ در خدمت داشت.[۱۷]
- ناوگان هوایی نبروی دریایی ارتش آزادی‌بخش خلق چین، ۳۰ فروند J-7 D/E را در فوریه ۱۲۰۱۲ در اختیار داشت.[۱۶] ۳۰ فروند جی-۷ در سال ۲۰۲۳ در خدمت باقی ماندند.[۱۸]

 مصر
- نیروی هوایی مصر: تعداد ۱۶۰ فروند از این هواپیما به همراه قطعات یدکی و موتورهای اضافی به مصر صادرگردید (مصر تعدادی از این هواپیماها را بعنوان آموزش پیشرفته نگهداشته و تعدادی را به عراق واگذار نمود)، بعداً مصری‌ها این هواپیماها را بهمراه میگ ۲۱ ام اف ساخت شوروی مجهز به نمایشگر روبرویی HUD ساخت جنرال الکتریک و سکوهای پرتاب موشک‌های ایم-۹ سایدوایندر نمودند.[۱۹] ۷۴ فروند اف-۷ در خدمت باقی مانده است.[۲۰]

 ایران
- نیروی هوایی جمهوری اسلامی ایران: ۱۷ فروند F-7 و یک فروند FT-7 رادر سال ۲۰۲۳ در اختیار داشت.[۲۱]

 میانمار
- نیروی هوایی میانمار: ۶۲ فروند بین سال‌های ۱۹۹۰ و ۱۹۹۹ دریافت نمود. در فوریه ۲۰۱۲ تعداد ۲۴ فروند F-7M و ۶ فروند FT-7 را در خدمت داشت.[۱۶]

 نامیبیا
- نیروی هوایی نامیبیا: بین سالهای ۲۰۰۶ الی ۲۰۰۸، تعداد ۱۲ فروند F-7/FT-7NM را دریافت نمود. ۶ فروند F-7NM. ام و ۲ فروند FT-7NM را در اختیار دارد.[۲۲]

 نیجریه
- نیروی هوایی نیجریه: ۱۲ فروند F-7 و ۲ فروند FT-7[۲۳]

 کره شمالی
- نیروی هوایی کره شمالی: تا فوریه ۲۰۱۲، ۱۸۰ فروند اف-۷ را همچنان در اختیار داشت. با این حال، گزارش‌هااز وضعیت وخیم هواپیماها نشان می‌دهد که کمتر از ۵۰ ٪ از آنها قابلیت ارائه خدمات را دارند.[۱۶]

 پاکستان
- نیروی هوایی پاکستان: در ژانویه سال ۲۰۲۲، ۴۸ فروند (از ۶۰ فروند اولیه) F-7PG را به همراه ۶ فروند FT-7 را در اختیار داشت. چند فروند محدود در سال ۲۰۲۱از خدمت بازنشسته شدند و ۵۳ فروند در خدمت باقی ماندند.[۲۴]
  - گُردان هوایی (اسکاردان) شماره ۱۹ (شیردل‌ها) از سال ۱۹۹۲[۲۵]الی ۲۰۱۴[۲۶]از F-7P استفاده می‌نمود که با اف-۱۶ آ/بی جایگزین شد.[۲۷]
  - گُردان هوایی (اسکادران) مدرسه فرماندهان رزمی، از سال ۱۹۹۲ الی ۲۰۲۱ از F-7 استفاده می تمود که با جی‌اف-۱۷ تاندر جایگزین شد.[۲۸]

 سری‌لانکا

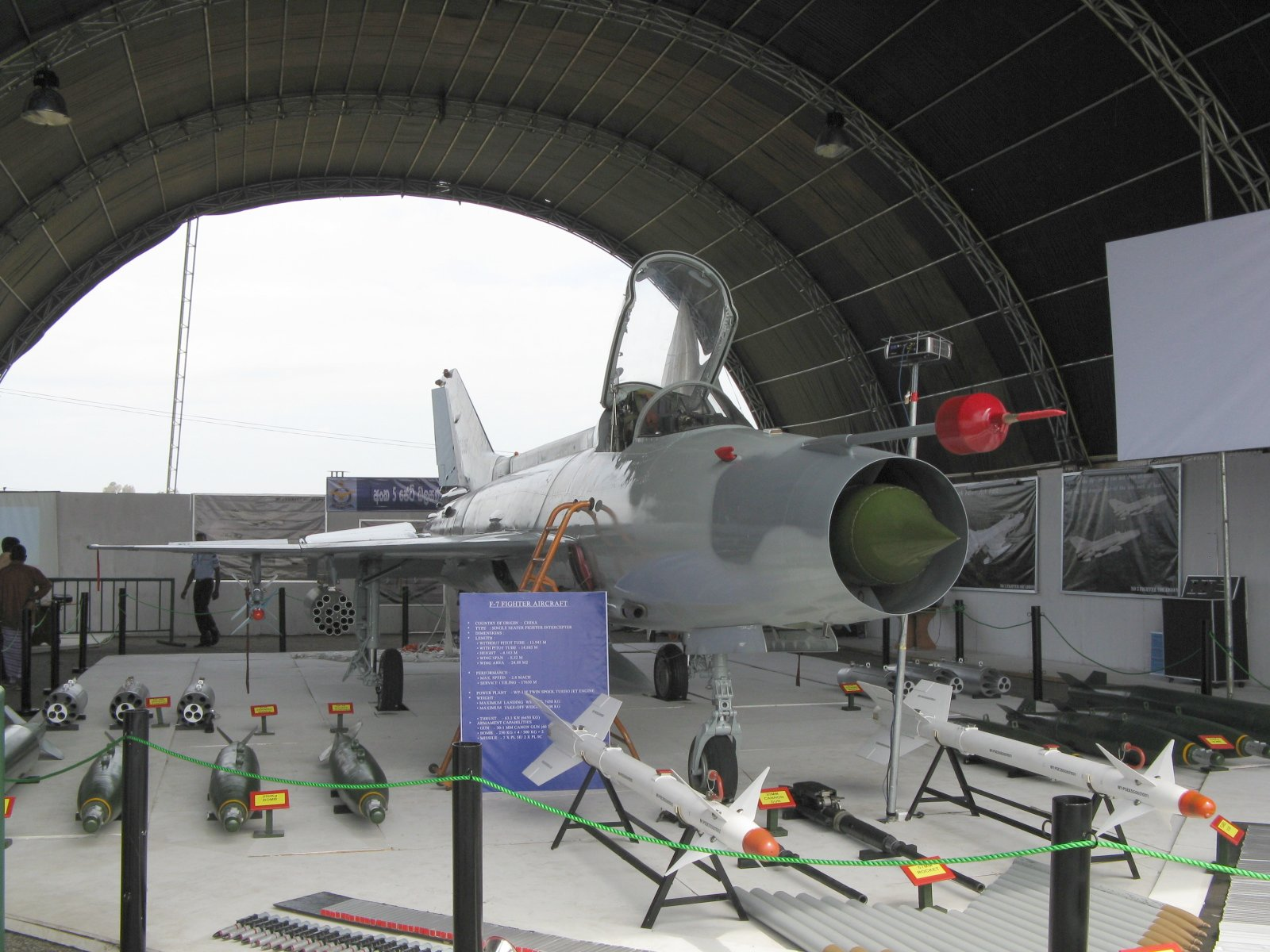
یک فروند F-7GS از ناوگان نیروی هوایی سریلانکا به همراه تسلیحات آن

- نیروی هوایی سریلانکا: در ژانویه ۲۰۲۲ تعداد ۵ فروند F-7GS/BS و یک فروند FT-7 را در خدمت داشت.[۲۴]

 سودان
- نیروی هوایی سودان: در اکتبر ۲۰۲۳ تعداد ۲۰ فروند F-7 را در خدمت داشت.[۲۹]

 تانزانیا
- نیروی هوایی تانزانیا: در ابتدا با داشتن ۱۱ فروند F-7 را در اختیار داشت.[۳۰] در سال ۲۰۱۱ آنها را با ۱۲ فروند جی-۷ تک سرنیشنه (با نام J-7G) و ۲ فروند هواپیمای دو سرنشینه F-7TN. ان جایگزین نمود، که در اصل در سال ۲۰۰۹، سفارش داده شده بودند. جنگنده‌های تحویل شده، به‌طور کامل و عملیاتی در پایگاه‌های هوایی در دارالسلام و موانزا در حال خدمت می‌باشند. هواپیماهای جدید مجهز به یک رادار فالکون KLJ-6E هستند که تصور می‌شود از رادار Selex Galileo Grifo 7 ساخته شده باشد. سلاح اصلی این هواپیماها موشک هوا به هوای مادون قرمز کوتاه برد چینی پی. ال-۷ آ است.[۳۱]

 زیمبابوه
- نیروی هوایی زیمبابوه:۱۲ فروند F-7I/IIN و ۲ فروند FT-7 BZ را دریافت نمود، که در ژانویه ۲۰۲۲ تعداد ۷ فروند F-7 را در خدمت داشت.[۲۴]

### کاربران قبلی
آلبانی
- نیروی هوایی آلبانی: ۱۲ فروند F-7A را در طی سالهای ۱۹۶۹ الی ۲۰۰۴ در خدمت داشت.[۳۲][۳۳][۳۴]

 عراق
- نیروی هوایی عراق: ۱۰۰ فروند F-7B را در اختیار داشت.[۱۴][۳۵] پس از حمله ۲۰۰۳ به عراق از خدمت خارج شدند.

 ایالات متحده آمریکا
- نیروی هوایی ایالات متحده آمریکا[۳۶] (ارزیابی فن آوری‌های خارجی- میگ ۲۱-اف ۱۳)

## مشخصات (جی-۷یی)
مشخصات عمومی
- خدمه: یک
- طول: ۱۴٫۸۹ متر (۴۸ فیت ۱۰ اینچ)
- پهنای بال: ۸٫۳۲ متر (۲۷ فیت ۴ اینچ)
- ارتفاع: ۴٫۱۰ متر (۱۳ فیت ۵ اینچ)
- بال: مساحت بیش از ۲۳ مترمربع (۲۴۷٫۵ فیت مربع)
- وزن خالی: ۵٬۲۹۲ کیلو (۱۱٬۶۶۷ پوند)
- وزن بارگیری: ۷٬۵۴۰ کیلو (۱۶٬۶۲۰ پوند)
- بیشینه وزن برخاست: ۹٬۱۰۰ کیلو (۲۰٬۰۰۰ پوند)
- پیشرانه: ۱× با پس سوز توربوجت لیانگ ووپن ۱۳–۷ (آر-۱۳–۳۰۰)[۳۷]
  - نیرو ی خشک: ۴۴٫۱ کیلونیوتن خشک (۹٬۵۹۰ پوندنیرو) هرکدام
  - نیرو با پس سوز ۶۶٫۷ کیلونیوتن (۱۴٬۸۱۵ پوندنیرو) هرکدام

 عملکرد 
- سرعت بیشینه: ۲ ماخ (محدود)  (۲۱۲۰ کیلومتر بر ساعت)
- برد عملیاتی: ۸۵۰ کیلومتر (۵۲۸ مایل)
- برد ترابری: ۲٬۲۳۰ کیلومتر  (۱٬۳۸۰ مایل)
- سقف پروازی: ۱۸٬۸۰۰ متر (۶۱٬۷۰۰ فیت)
- نرخ اوج‌گیری: ۱۱٬۷۰۰ متر بر دقیقه (۳۸٬۴۰۰ فیت بر دقیقه)
- بارگیری بال: بیش از ۳۷۹ کیلوگرم بر مترمربع (۷۷٫۸ پوند بر فیت مربع)

جنگ‌افزار

- توپها: ۲ قبضه توپ ۳۰ میلیمتری تایپ ۳۰–۱ هر یک با ۶۰ گلوله، که در یک محفظه زیربدنه، کمی جلوتر از محل اتصال بال به بدنه نصب گردیده‌اند.
- جایگاه‌ها: پنج آویزگاه خارجی تسلیحات ۴ عدد زیربالها (حداکثر ۵۰۰ کیلوگرم (۱٬۱۰۰ پوند) هریک) ۱ عدد زیربدنه برای حمل ۲٬۰۰۰ کیلوگرم (۴٬۴۰۰ پوند)[۳۸]
- راکتها: پرتاب کننده‌های راکت غیرقابل هدایت ۱۲ راکت ۵۵ میلیمتری یا ۷ راکت ۹۰ میلیمتری

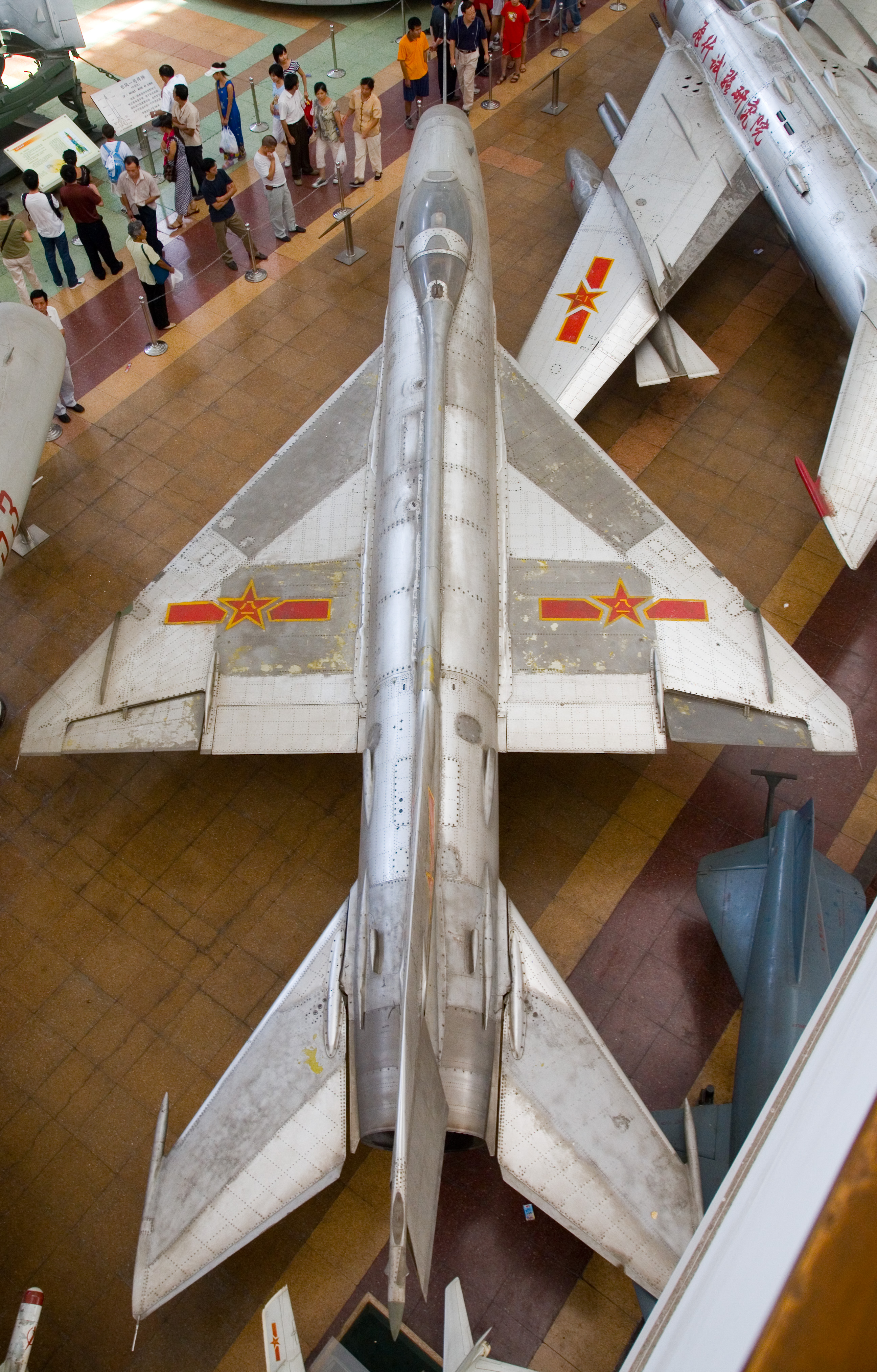

- موشکها: موشکهای هوا به هوای آیم-۹، آر۵۵۰ ماژیک، پی ال ۹، پی‌ال-۸، پی‌ال-۷، پی‌ال-۵، پی‌ال-۲ُ، کا-۱۳
- بمبها: ۵۰ تا۵۰۰ کیلوگرمی از نوع بمبهای غیرهدایت‌شونده

تجهیزات پروازی

- رادار تایپ-۲۲۶ (بومی)
- رادار جی‌یی‌سی-مارکونی، رادار فیار گریفو-۷ ام‌کا. ۲ (صادراتی)

## حوادث
- در ۸ آوریل ۲۰۰۸، مرشد حسن فرمانده یک گُردان هوایی (آسکادران) اف-۷ از ناوگان نیروی هوایی بنگلادش، بر اساس سقوط هواپیمایش در کاتیل از ناحیه تانگیل در گذشت. اگرچه خلبان موفق به خروج از هواپیما شد اما بر اثر خرابی چتر نجات به شدت مجروح شد. وی در یک بیمارستان نظامی در داکا در گذشت.[۳۹]
- در ۶ می ۲۰۱۰، یک فروند جی-۷ از ناوگانٰ نیروی هوایی ارتش آزادی‌بخش خلق (PLAAF) در نزدیکی جینان در چین، به دلیل خرابی موتور سقوط کرد.[۴۰]
- در چهارم دسامبر ۲۰۱۲، یک فروند جی-۷ متعلق به نیروی هوایی ارتش آزادی‌بخش خلق (PLAAF) به یک ساختمان مسکونی در شهر شانتو، واقع در استان گوانگ‌دونگ برخورد کرد.[۴۱]در اثر این حادثه ۴ غیرنظامی زخمی شدند.[۴۲]
- در ۲۹ ژوئن ۲۰۱۵، ستوان تهمید خلبان نیروی هوایی بنگلادش در طی حادثه سقوط یک فروند اف-۷ ام بی در خلیج بنگال، ناپدید شد. هواپیما حوالی ساعت ۱۰:۲۷ صبح از پایگاه هوایی جهورالحق به پرواز درآمده، در حوالی ساعت ۱۱:۱۰ صبح ارتباط خود را با اتاق کنترل از دست داده و بعداً در پاتنگا واقع در خلیج بنگال در حوالی ساعت ۱۱:۳۰ صبح سقوط کرد.[۴۳][۴۴]
- در ۲۴ نوامبر ۲۰۱۵، افسر پرواز ماریوم مختاری - اولین خلبان زن جنگنده در نیروی هوایی پاکستان (پی. اِی. اِف) بر اثر سقوط یک هواپیمای دو سرنشینه اف تی-۷ پی جی در پایگاه نیروی هوایی پاکستان در میان‌والی در نزدیکی کندیان واقع در ایالت پنجاب و در طی یک مأموریت آموزشی، جان باخت. هر دو خلبان موفق به خروج از هواپیما شدند، اما وی بر اثر جراحات وارده در هنگام فرود جان سپرد. او در این پرواز برای آموزش قوانین پرواز ابزاری (آی اف آر) دز کابین عقب هواپیما حضور داشت.[۴۵][۴۶]
- در ۷ ژانویه ۲۰۲۰، یک فرونداف تی-۷ نیروی هوایی پاکستان در حین انجام یک مأموریت آموزشی عملیاتی در نزدیکی میانوالی سقوط کرد. در طی این سانحه هر دو خلبان جان خود را از دست دادند.[۴۷]
- در ۲۴ مه ۲۰۲۲، دو خلبان ایرانی بر اثر سقوط یک فروند اف تی-۷ در نزدیکی انارک، در فاصله ۲۰۰ کیلومتری (۱۲۴ مایلی) شرق اصفهان کشته شدند.[۴۸]
- در ۹ ژوئن ۲۰۲۲، یک فروند جی-۷ از ناوگان PLAAF در یک منطقه مسکونی در هوبئی، چین سقوط کرد و چندین خانه را ویران نموده و باعث مرگ حداقل یک نفر شد. خلبان با متحمل شدن جراحات جزئی موفق به خروج از هواپیما شد.[۴۹]

## نگارخانه

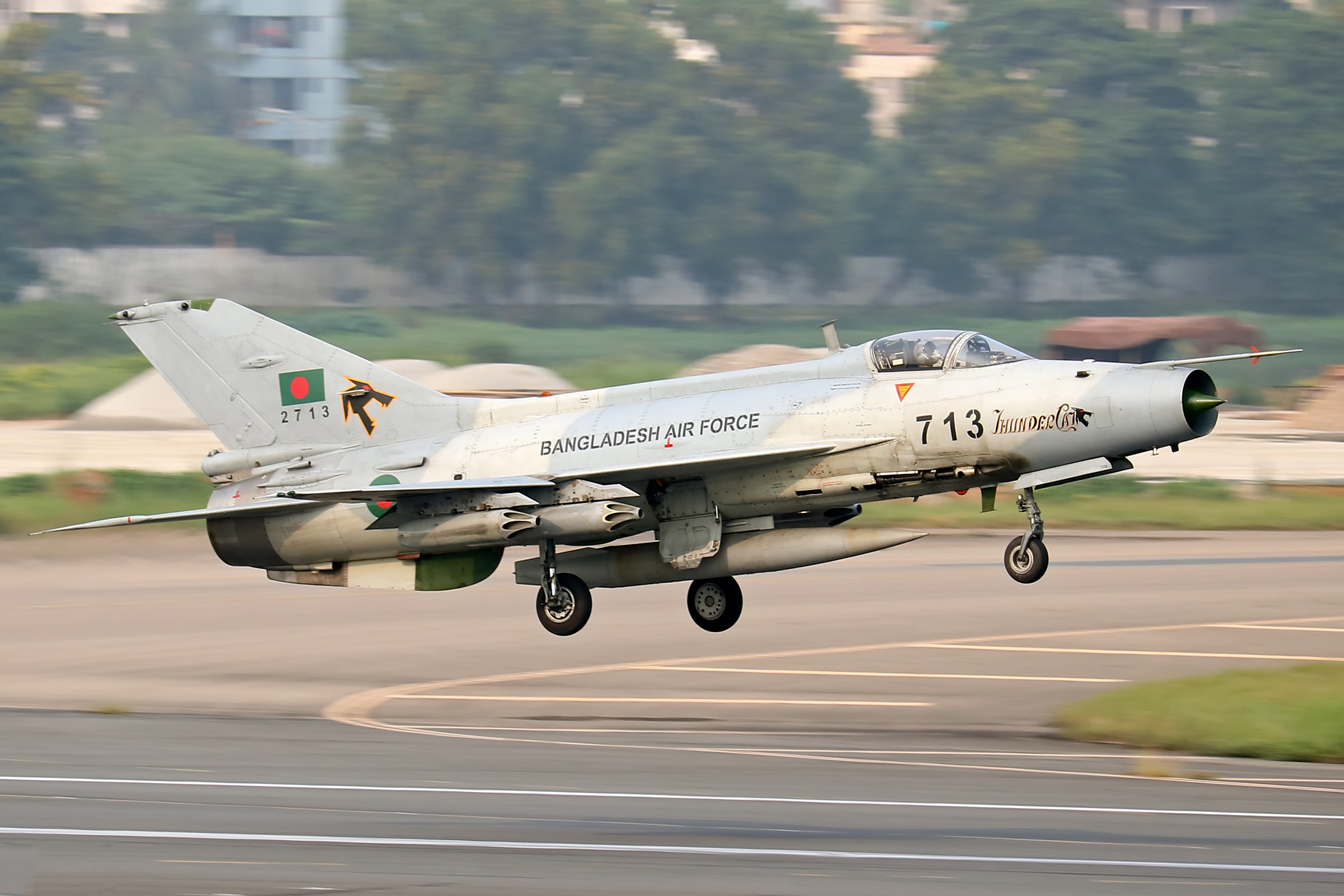
بنگلادش
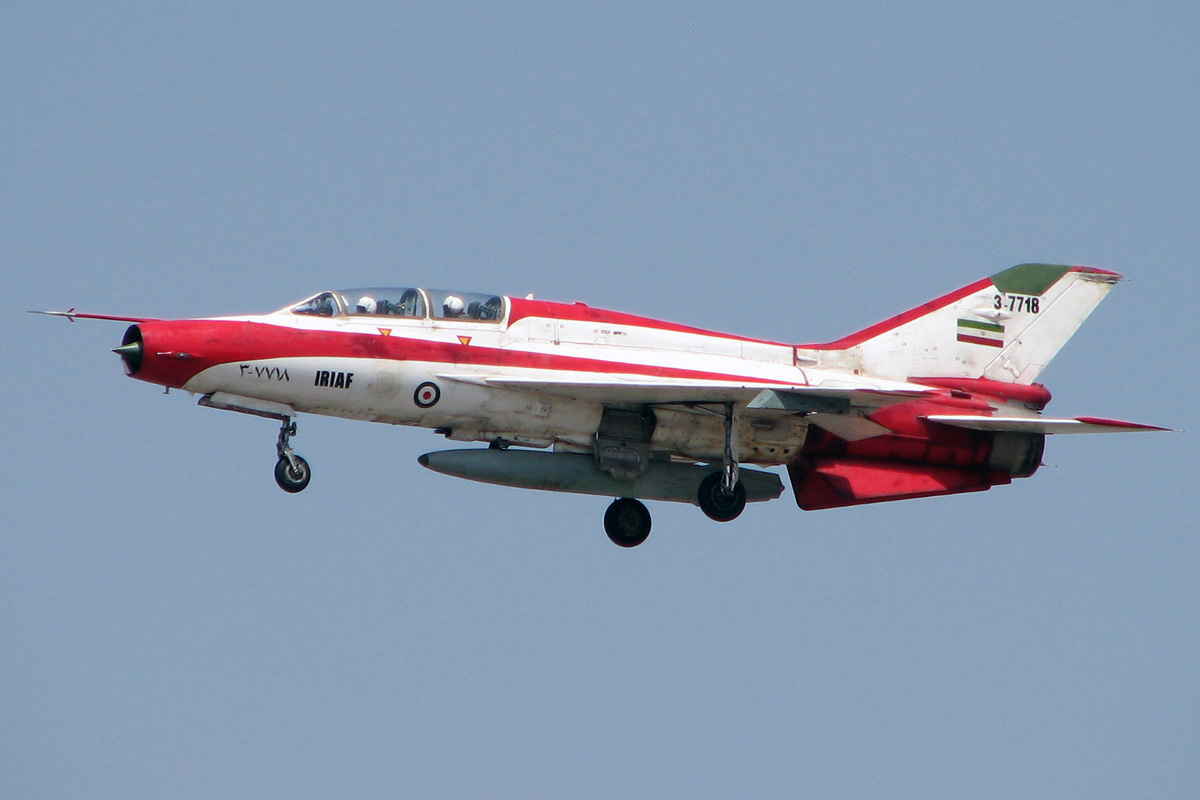
ایران
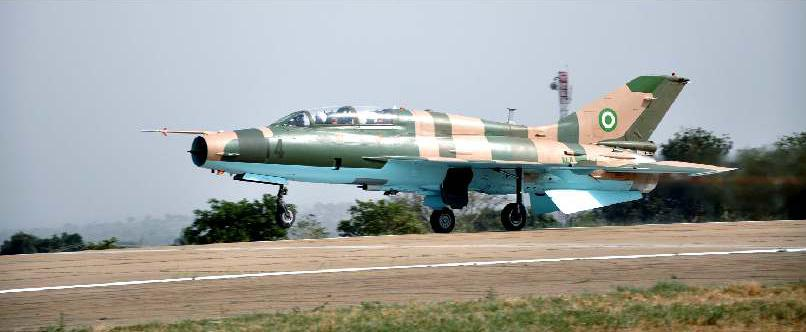
نیجریه
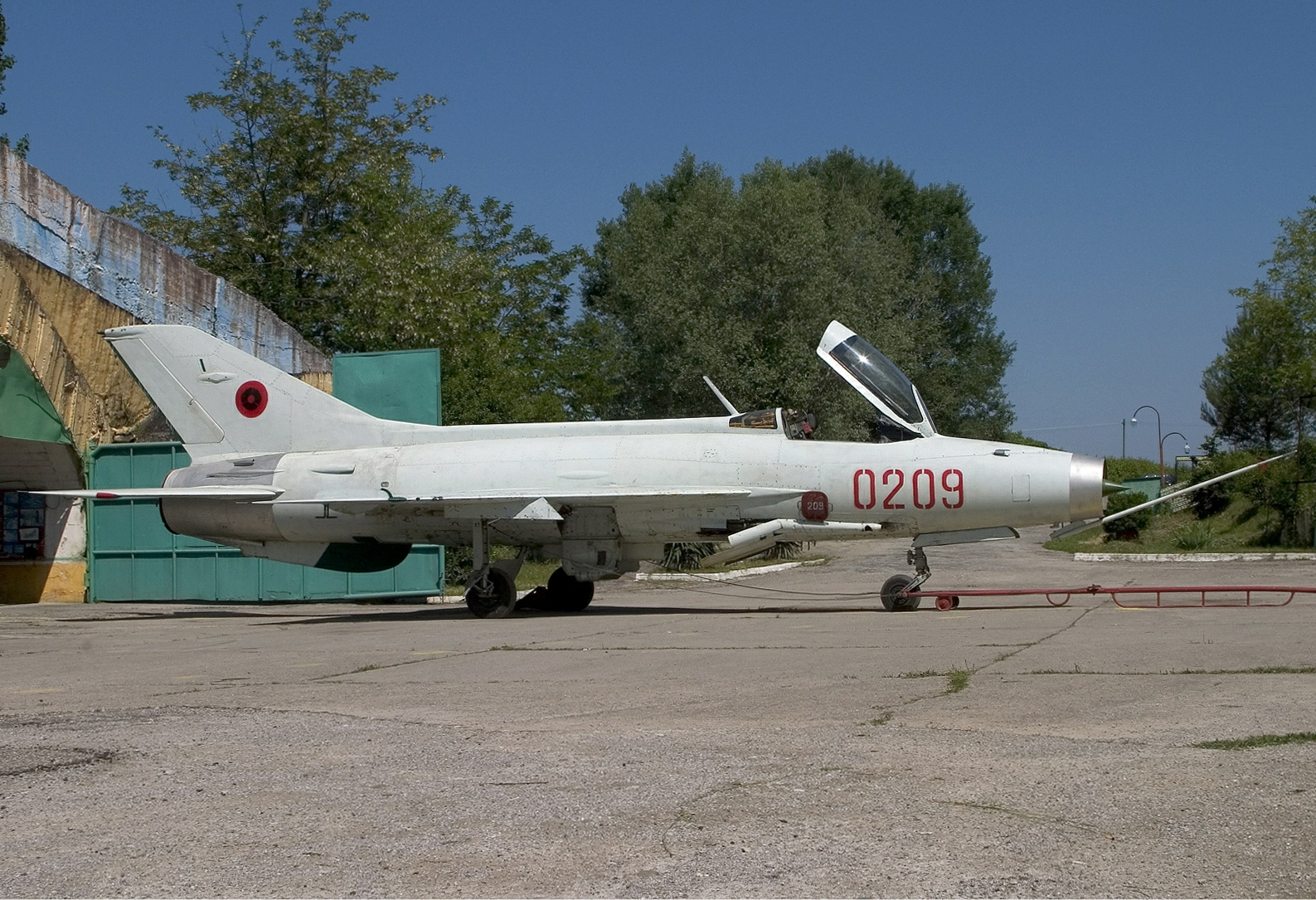
آلبانی
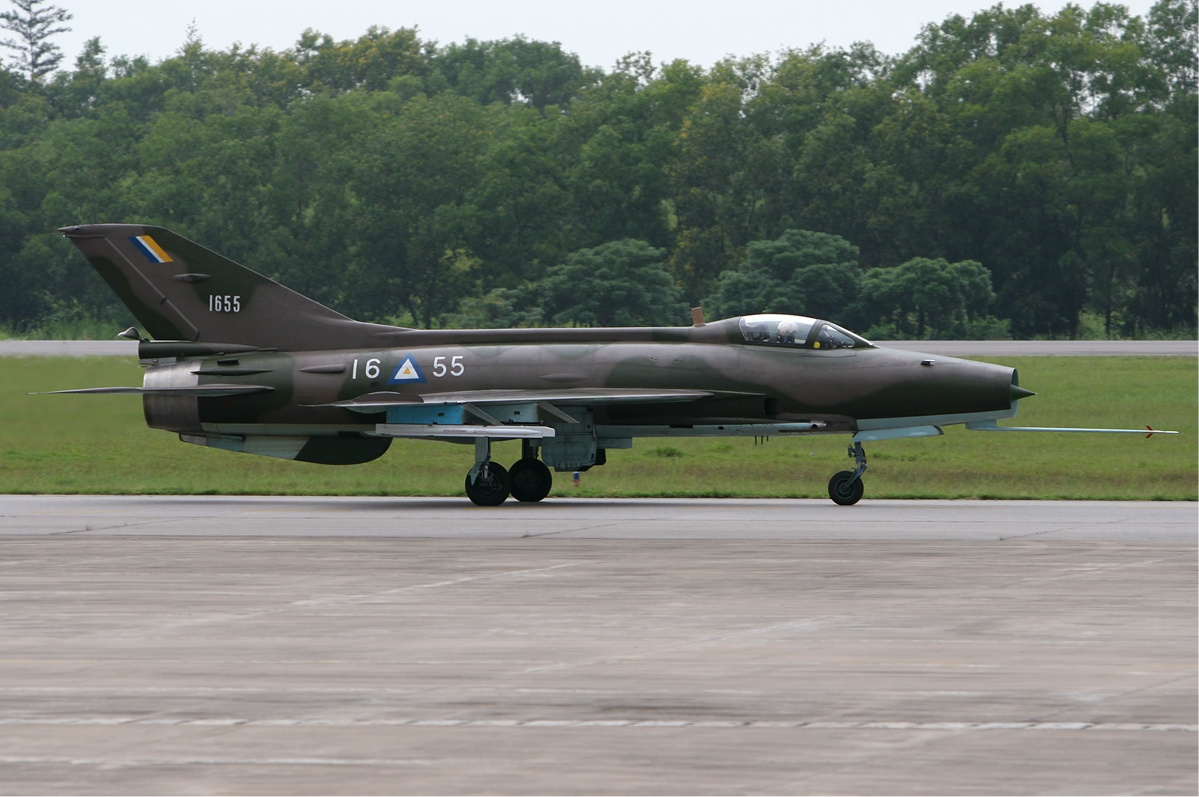
میانمار